# Palpimanus aegyptiacus
Palpimanus aegyptiacus är en spindelart som beskrevs av Kulczynski 1909. Palpimanus aegyptiacus ingår i släktet Palpimanus och familjen Palpimanidae. Inga underarter finns listade i Catalogue of Life.